# Loysingafjall

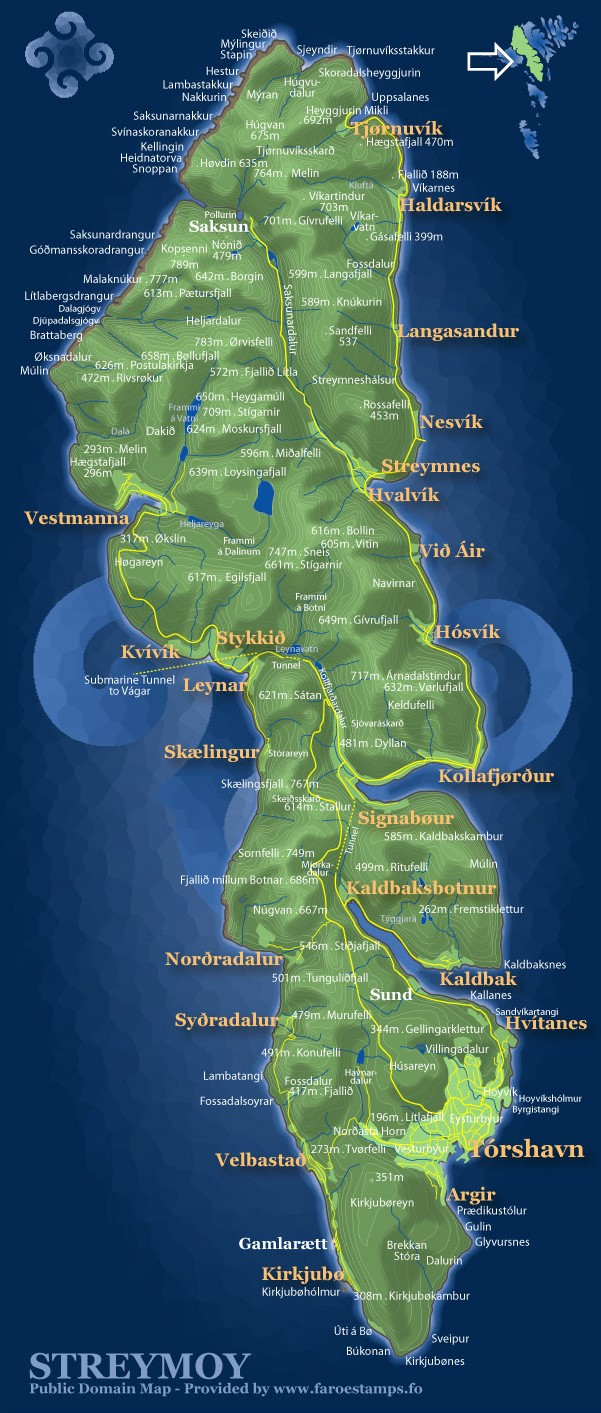
Karta över Streymoy med Loysingafjall utmärkt

Loysingafjall är ett berg på ön Streymoy i den norra delen av ögruppen Färöarna. Loysingafjalls högsta topp är 639 meter över havet. Berget är beläget i den centrala delen av ön, nära den västra kusten och det lilla samhället Vestmanna. I området finns också två sjöar.